# Otto Kuphal
Otto Kuphal (né le 16 décembre 1890 à Greifenberg-en-Poméranie et mort le 20 janvier 1946 à Rostock), est un homme politique allemand (SPD). En 1945/1946, il est maire de Rostock.

## Biographie
Otto Kuphal suit un apprentissage de parajuriste, puis travaille dans un cabinet d'avocats de Rostock en tant qu'assistant, à partir de 1911 en tant que chef de bureau. En 1926, il rejoint le Parti social-démocrate d'Allemagne (SPD). En tant qu'antifasciste, lui aussi est arrêté pendant un certain temps en 1933.
Après la Seconde Guerre mondiale, il employé le 11 juillet 1945 par le SMAD comme maire de Rostock. En novembre 1945, il devient maire de Rostock, succédant à Christoph Seitz. Il occupe ce poste jusqu'à sa mort en janvier 1946. Kuphal décède d'une crise cardiaque à l'âge de 55 ans.